# Lagoa da Conceição
Lagoa da Conceição är en lagun i Brasilien.   Den ligger i delstaten Santa Catarina, i den södra delen av landet, 1 300 km söder om huvudstaden Brasília. Arean är 19,7 kvadratkilometer. Den sträcker sig 12,8 kilometer i nord-sydlig riktning, och 6,0 kilometer i öst-västlig riktning.
Följande samhällen ligger vid Lagoa da Conceição:
- Lagoa (5 200 invånare)